# فتاة غلاف

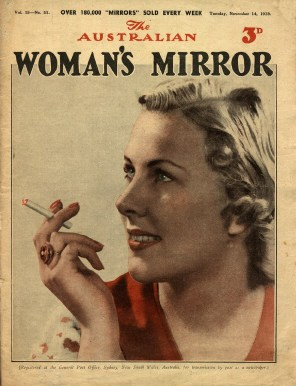
مجلة أسترالية تعرض فتاة غلاف

فتاة الغلاف هي امرأة تُستخدم صورتها على غلاف المجلات. قد تكون عارضة أزياء أو شخصية مشهورة أو فنانة. لا يُستخدم هذا المصطلح عادةً لوصف ظهور عابر لشخص على غلاف مجلة. ظهر المصطلح لأول مرة في اللغة الإنجليزية حوالي عام 1899. يُنسب الفضل إلى منتج الأفلام الروسي الأمريكي فولديمار فيتلوغوين في ترويج استخدام فتيات الغلاف على أغلفة المجلات. يُستخدم مصطلح "فتى الغلاف" أحيانًا للإشارة إلى الرجال.

## فتيات غلاف

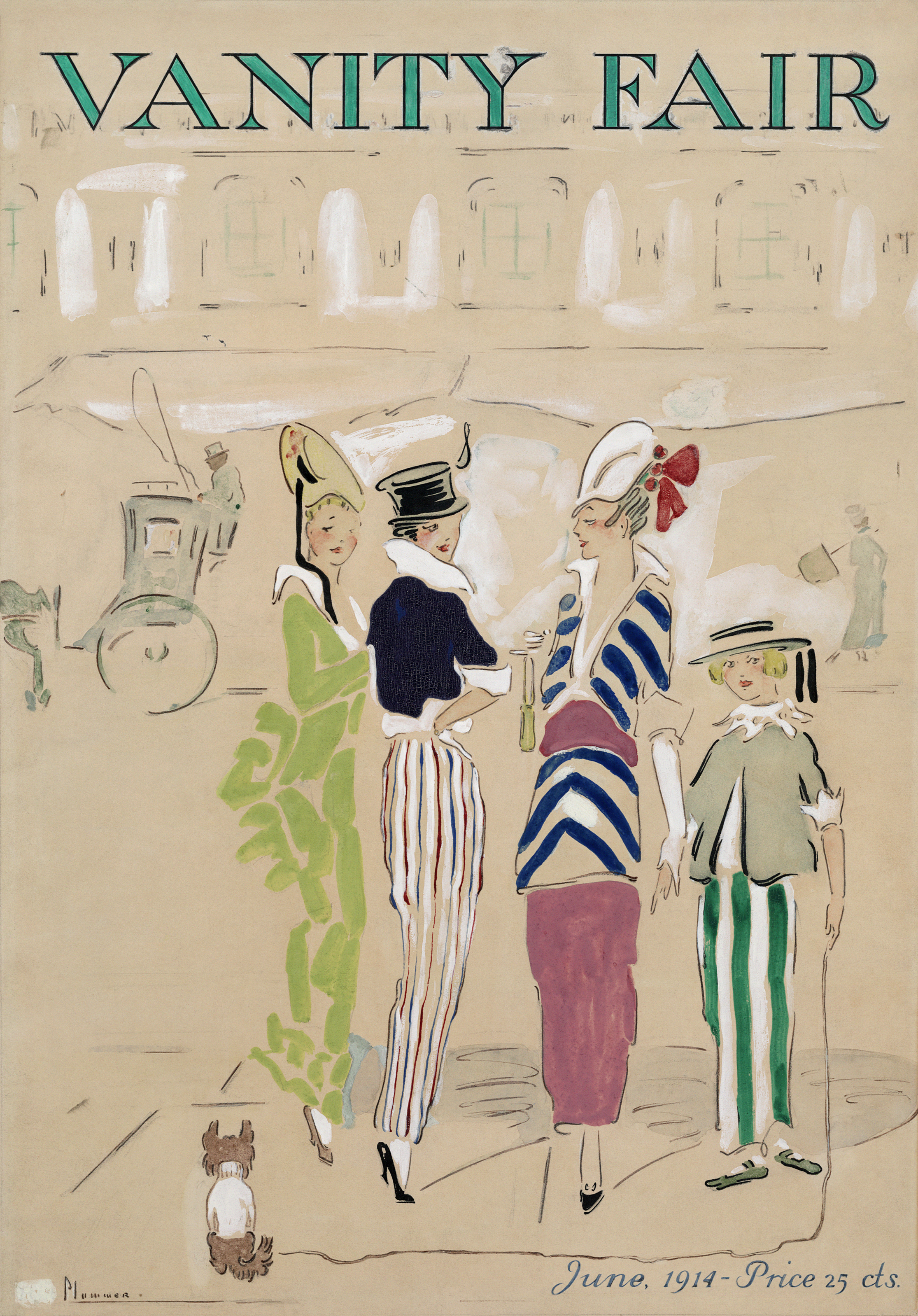
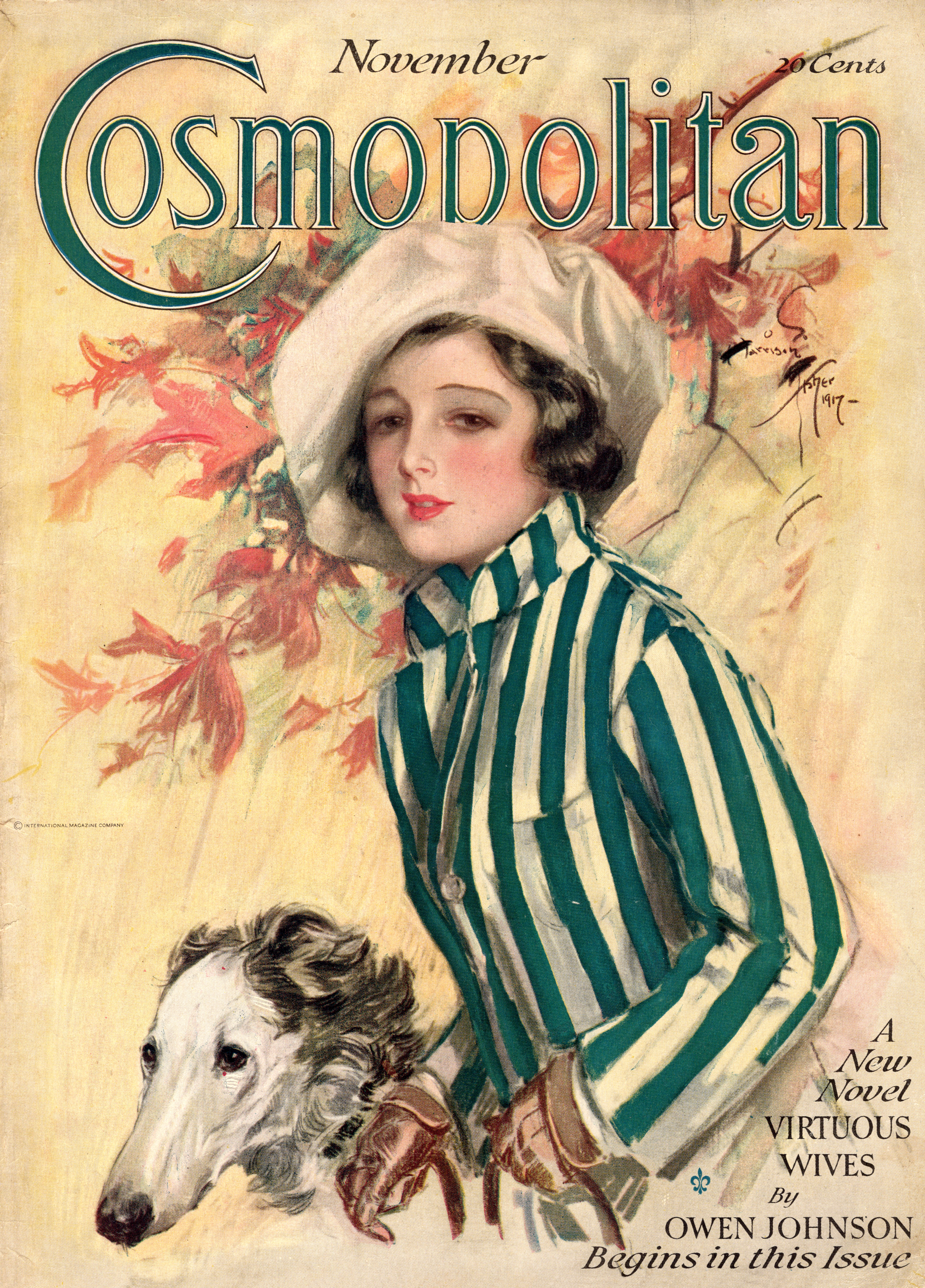
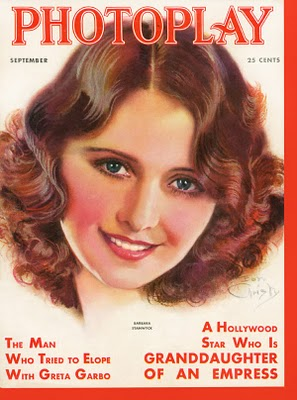
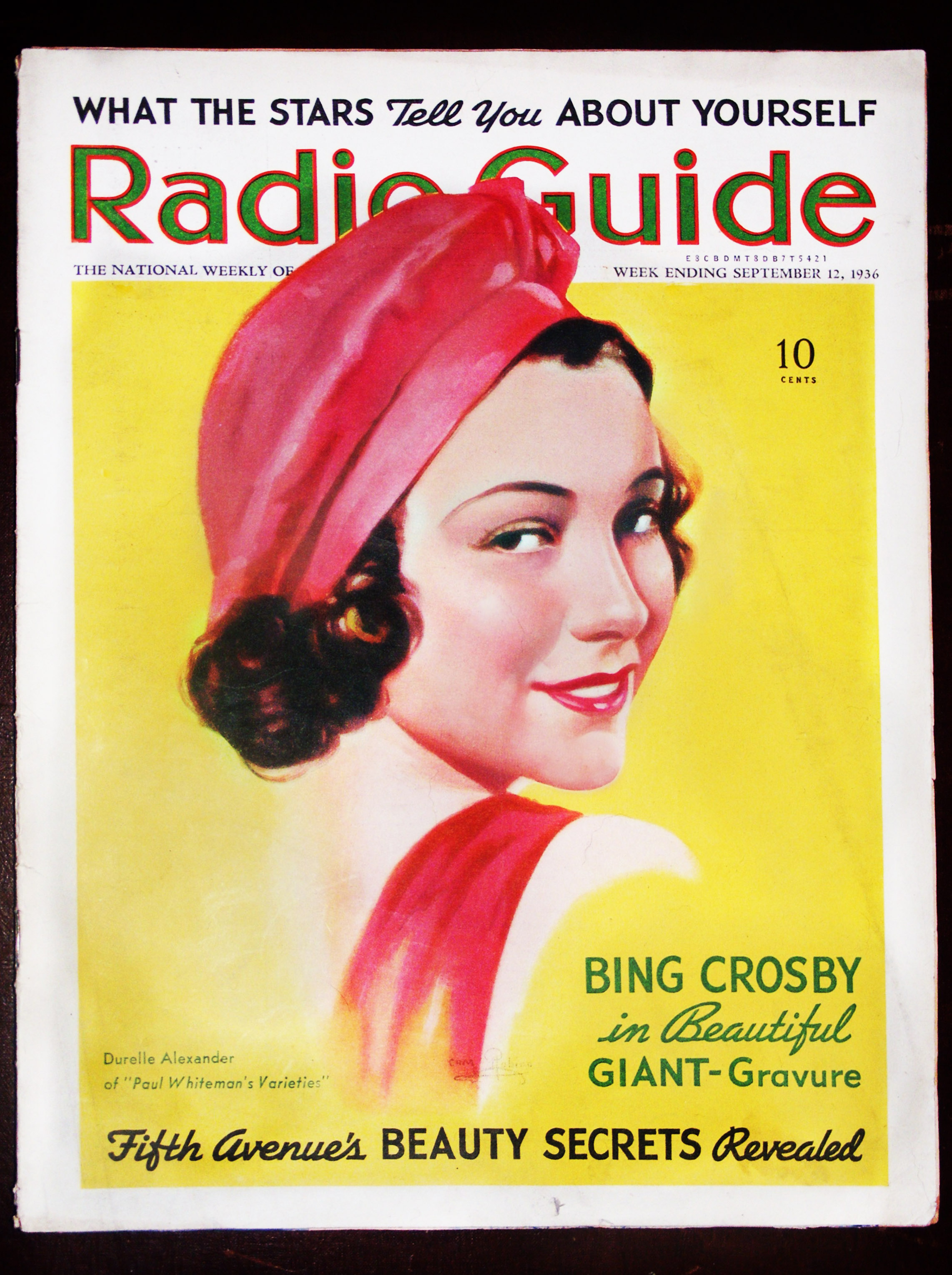
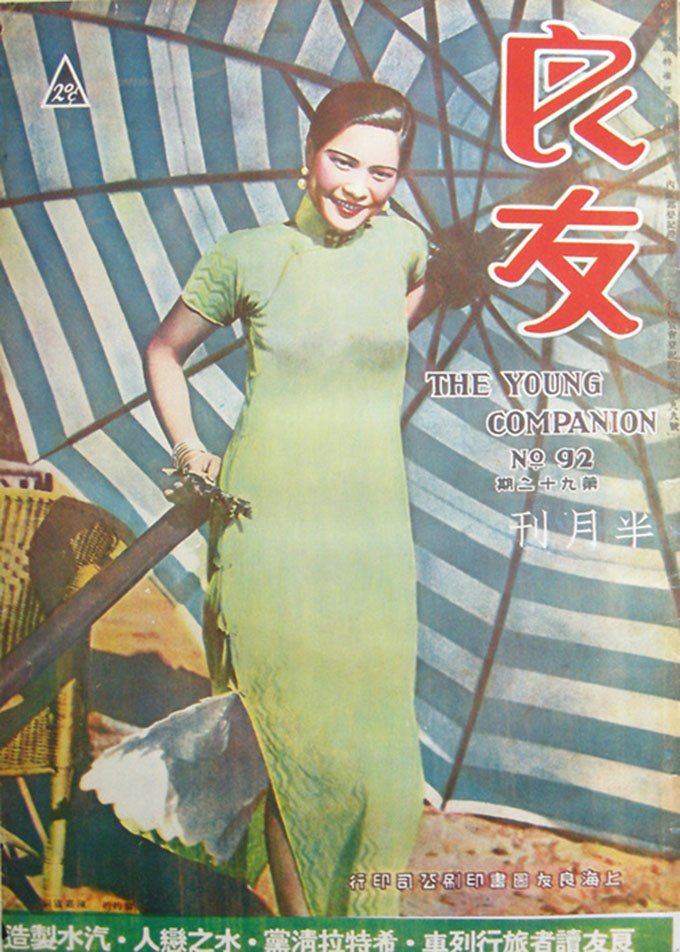
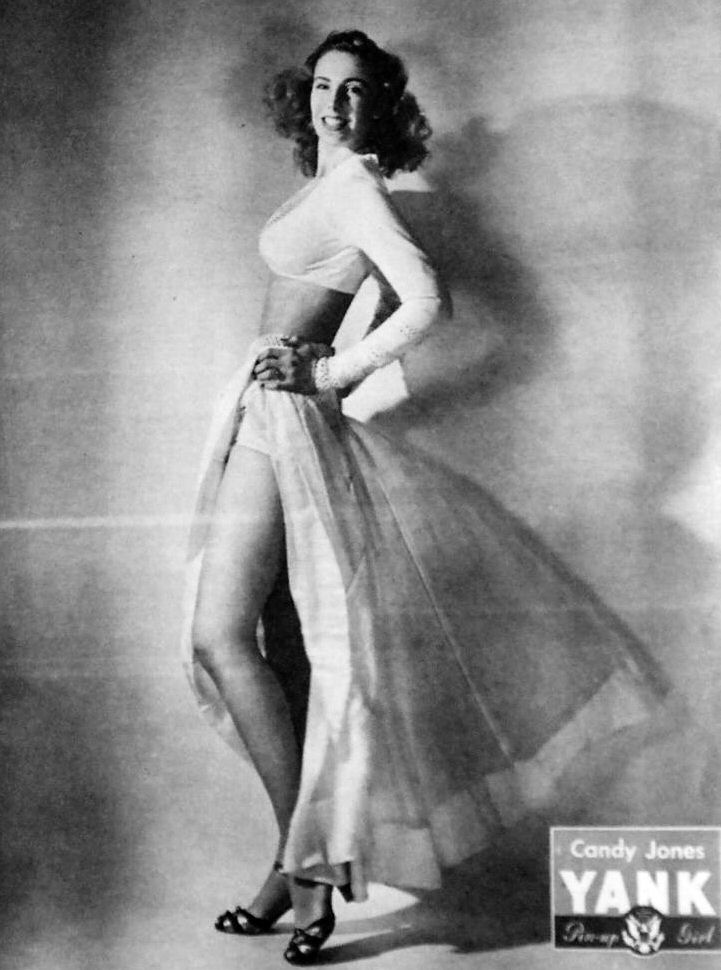
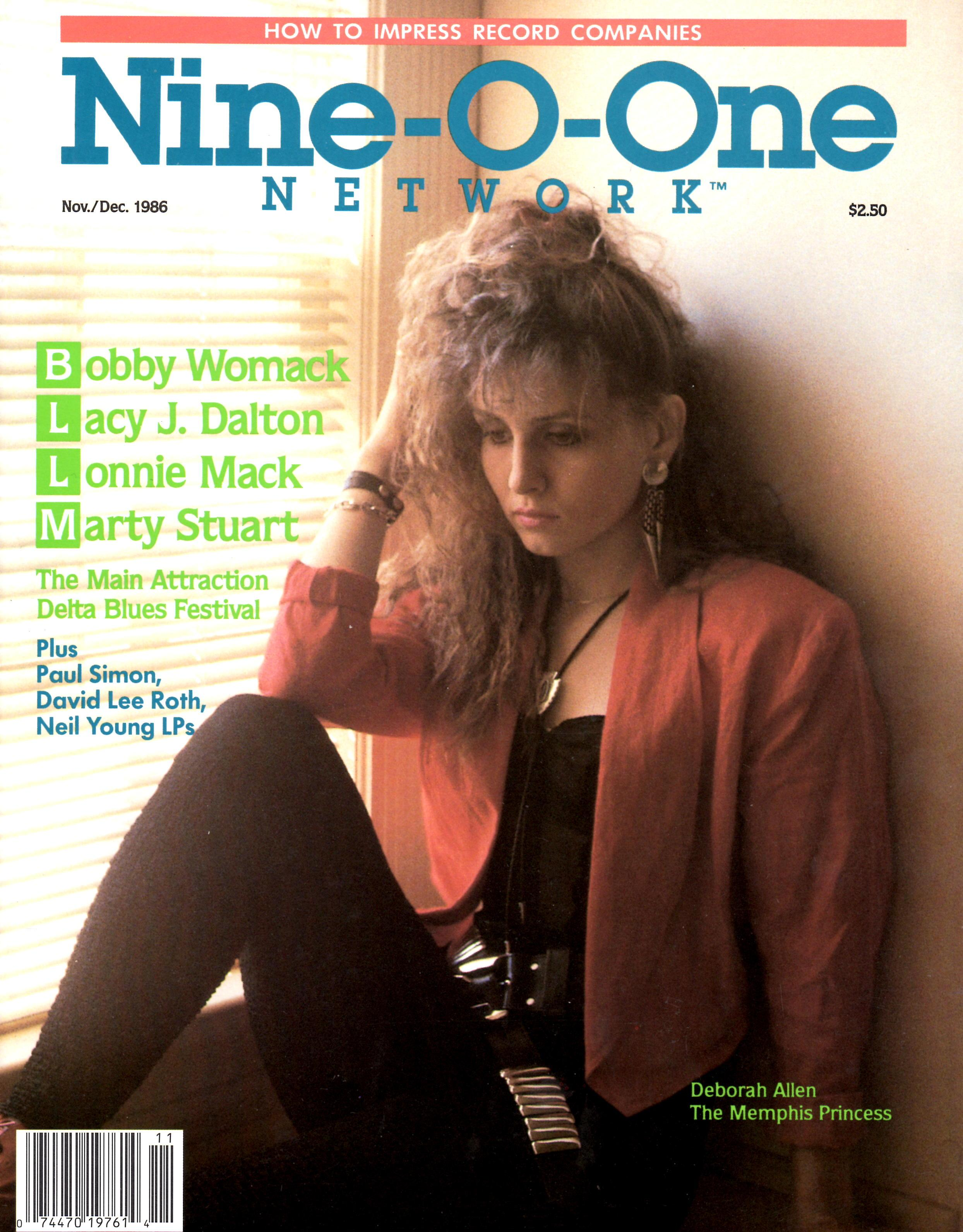
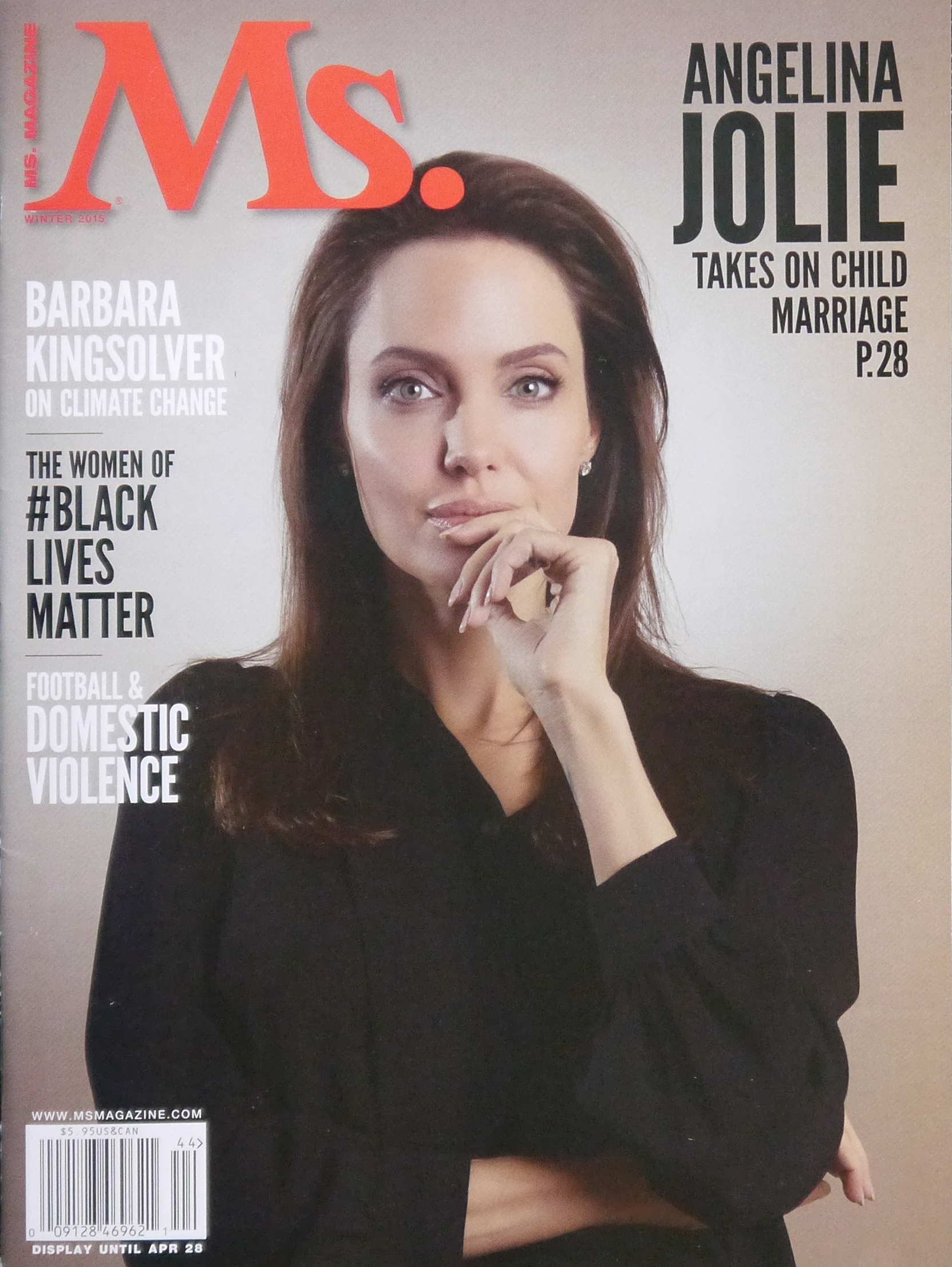